# Phare de l'îlot de Pora
Le phare de l'îlot de Pora (en croate : Svjetionik Hrid Porer) est un phare actif situé sur un îlot de municipalité de Medulin dans le Comitat d'Istrie en Croatie. Le phare est exploité par la société d'État Plovput.

## Histoire
Ce phare, mis en service en 1833, marque l'extrémité sud de la Péninsule d'Istrie. Il est localisé sur un îlot rocheux à 2,5 km au sud-ouest du Cap Kamenjak et environ 10 km au sud de Pula.
Malgré sa situation isolée, il a deux appartements disponibles pour la location de vacances dans la maison des gardiens. Plovput fournit le transport en bateau pour des invités, mais seulement le matin. Il est difficile d'accoster au phare pendant les vents d'ouest que cela souffle d'habitude l'après-midi.
C'est aussi une station météorologique en fonctionnement. Il possède un Système d'identification automatique pour la navigation maritime et un radar Racon émettant la lettre M en morse audible jusqu'à 20 milles nautiques (environ 37 km).

## Description
Le phare est une tour ocylindrique en pierre de 31 m de haut, avec galerie et lanterne, centrée sur une maison de gardien d'un étage au toit rouge. La tour est couleur pierre naturelle et le dôme de la lanterne blanche est gris. Il émet, à une hauteur focale de 35 m, trois brefs éclats blancs toutes les 15 secondes. Sa portée est de 25 milles nautiques (environ 46 km) pour le feu principal et 12 milles nautiques (environ 22 km) pour le feu de veille.
Il est équipé d'une corne de brume émettant deux signaux de 4 secondes par période de 42 secondes audibles jusqu'à 2 milles nautiques (environ 3,7 km).

Identifiant : ARLHS : CRO-014 - Amirauté : E2738 - NGA : 12040 .

## Caractéristiques dufeu maritime
Fréquence :
- Lumière (W-W-W) : 15 (0.3+2.7/0.3+2.7/0.3+8.7) secondes

|          |
| Île Pora |

|          |
| Le phare |

|                  |
| Comitat d'Istrie |

### Lien connexe
- Liste des phares de Croatie